# The Thing About Harry
The Thing About Harry è una commedia romantica televisiva del 2020. Scritto da Peter Paige e Josh Senter e diretto da Paige, il film segue le vicende di Sam (Jake Borelli), un giovane omosessuale riunito al suo ex bullo del liceo Harry (Niko Terho) in età adulta, solo per i due uomini diventano amici e si innamorano dopo che Harry rivela che ora si identifica come pansessuale. Il film è interpretato anche da Britt Baron e Karamo Brown, così come dallo stesso Paige, in ruoli secondari.
Il film è stato trasmesso in anteprima il 15 febbraio 2020, su Freeform e Hulu. In Italia il film è inedito.

## Trama
Per fare un piacere a degli amici che lo hanno invitato ad una festa di fidanzamento nella sua città natale, Sam è costretto a compiere il viaggio in auto insieme a Harry, il ragazzo che lo tormentava ai tempi del liceo.  Durante il viaggio Harry rivela casualmente di essere pansessuale lasciando Sam sconvolto. Costretti a passare la notte in un motel, tra i due nasce una certa sintonia e forse anche una certa attrazione. Tuttavia, all'arrivo Harry abbandona Sam per tornare con la sua ex ragazza.
Un anno dopo, Sam e la sua migliore amica Stasia vanno ad una festa per single dove il giovane incontra di nuovo Harry che dichiara di voler restare celibe. Dopo averlo visto flirtare con un altro uomo, Sam si arrabbia e se ne va via. Sei mesi dopo, Sam è fidanzato con Paul, un mercante d'arte molto più grande di lui. L'uomo lo conduce in un bar per giocare ad quiz a squadre organizzato dalla nipote April che è fidanzata con Zach, il compagno di stanza di Harry. Nel corso del gioco Sam, convinto che  la risposta corretta da dare sia quella di Harry e non quella di Paul, sceglie la risposta di Harry. Il gruppo vince ma Paul, infastidito che Sam non gli ha dato fiducia, tronca la relazione con il giovane e se ne va via.
Nei mesi seguenti, dopo la rottura con Paul, Sam e Harry iniziano a frequentarsi come amici. Durante la celebrazione del Chicago Pride, in un bar, Harry tenta di confessare a Sam i suoi sentimenti, ma Sam glielo impedisce ribadendo che tra di loro non potrà esserci nulla più di una semplice amicizia. Rattristato per non avere speranze con Sam, Harry si apparta con Stasia e la bacia.
La mattina seguente Harry va a trovare Sam e lo informa di aver passato la notte con Stasia e di voler intraprendere una relazione sentimentale con lei. Tre mesi dopo Harry, Stasia, Sam e Zach si incontrano in un ristorante per parlare delle loro vite. Sam finisce con l'ubriacarsi e rovina l'incontro insultando Stasia e Harry e predicendo che la loro relazione non durerà a lungo. Dopo questo evento i tre amici smettono di frequentarsi. Notando quando Sam sia depresso, Casey, il suo compagno di stanza, lo spinge ad usare una app di incontri online per gay. Dopo diversi tentativi falliti di trovare il ragazzo giusto, Sam si arrende.
Un anno dopo, Stasia si rincontra con Sam, gli rivela che la sua relazione con Harry non ha funzionato, che sta per sposarsi con Zach e che vorrebbe che lui gli facesse da testimone. Sam accetta ignorando che è un pretesto affinché lui e Harry si incontrino di nuovo.
Al matrimonio di Stasia Sam si riappacifica con Harry, il quale rivela all'amico di amarlo. I due poi trascorrono la notte insieme. La mattina seguente, Harry rivela a Sam di aver trovato un lavoro a Los Angeles e che vi si trasferirà la settimana seguente. Vedendo la cosa come un tradimento, Sam tronca la relazione appena nata. Alcuni giorni dopo, Harry vede Sam in televisione impegnato in una manifestazione politica. Harry si intrufola nella manifestazione, sale sul palco, si scusa con Sam e afferma che nulla è più importante che stare insieme a lui. Alcuni anni dopo, Sam e Harry sono felicemente sposati e crescono insieme un bambino.

## Produzione
Il film è stato venduto inizialmente dai produttori esecutivi Greg Gugliotta e F.J. Denny alla Freeform. La sceneggiatura venne terminata a luglio 2019 e la produzione del film è iniziata a novembre dello stesso anno. Paige ha affermato che uno dei suoi obiettivi nello scrivere il film era quello di mettere in evidenzia il fatto che i giovani LGBT concettualizzano ed identificano le loro identità sessuali in modi diversi rispetto alle generazioni passate; ad esempio Harry è pansessuale, piuttosto che gay o bisessuale, perché "le probabilità che due giovani uomini queer sotto i 25 anni si identifichino come gay, mi sembrano scarse in questa generazione."
Paige inizialmente non aveva intenzione di apparire nel film come Casey, ma ha deciso di interpretare il ruolo dopo essere stato convinto che, poiché il 2020 segnava i 20 anni dalla première di Queer as Folk, ci sarebbe stato un valore simbolico nel fatto che il film contenesse un piccolo tributo alla sua interpretazione di Emmett Honeycutt in quella serie.
Il film è stato girato a Chicago.

## Accoglienza
Il film ha ricevuto recensioni positive per la sua classica esecuzione del genere rom-com con interessi romantici gay, portando la tanto necessaria normalizzazione delle relazioni queer senza privarlo della sua unicità. Jasmine Blu di TV Fanatic ha elogiato il fatto che il film "è rimasto fedele alla classica formula rom-com, pur essendo abbastanza riflessivo e consapevole di non scambiare una coppia etero con una queer e aver lasciato l'intero film privo della prospettiva e cultura LGBTQ." Alex Reif ha elogiato il film per la chimica esibita dai personaggi principali e dai personaggi terziari affini. Amari Allah conclude che il film presenta una rappresentazione positiva della pansessualità evitando il tema del trauma comune nei film LGBT, ma ha notato la sua mancanza di diversità nel casting.